# Gontães
Gontães è un villaggio della parrocchia di São Miguel da Pena o, come è conosciuta attualmente: unione delle parrocchie di Pena, Quintã e Vila Cova.

## Storia
L’origine del nome viene dal germanico ed il nome originale - Gonti - proviene dallo svevo Gonta, molto usato nel secolo XI. Il villaggio fu fondato intorno alla fine del V secolo, epoca in cui si verificarono le invasioni barbariche. Dal villaggio si può osservare quelli che sembrano essere i resti di un castello o di una fortezza. Situata a circa 800 metri d'altitudine, Gontães si trovava in una posizione strategica ideale per il popolo barbaro che fondò il villaggio.
Nonostante le sue origini, esistono prove di occupazione romana. I Romani sfruttarono l'abbondate presenza di ferro nella regione, considerato di ottima qualità. Ne è prova la moneta datata all'incirca agli inizi del secolo IV, dell’imperatore Costantino I, ritrovata in una discarica.

## Popolazione
La popolazione è di approssimativamente 180 persone, la maggior parte anziani. Dopo un periodo di emigrazione, dagli anni 60 agli anni 90, la popolazione diminuì e, ad oggi, il numero di abitanti con meno di 30 anni è estremamente basso. Comunque, coloro che emigrarono, visitano il villaggio con una certa frequenza, soprattutto a Pasqua a Natale e durante le ferie estive.

## Geografia
Gontães si trova nella provincia di Vila Real, nella regione di Trás-os-Montes, a 800 metri di altitudine. Caratteristica di questa regione denominata transmontana, è l'alternarsi di valli e montagne.

## Patrimonio

### Chiesa Matrice

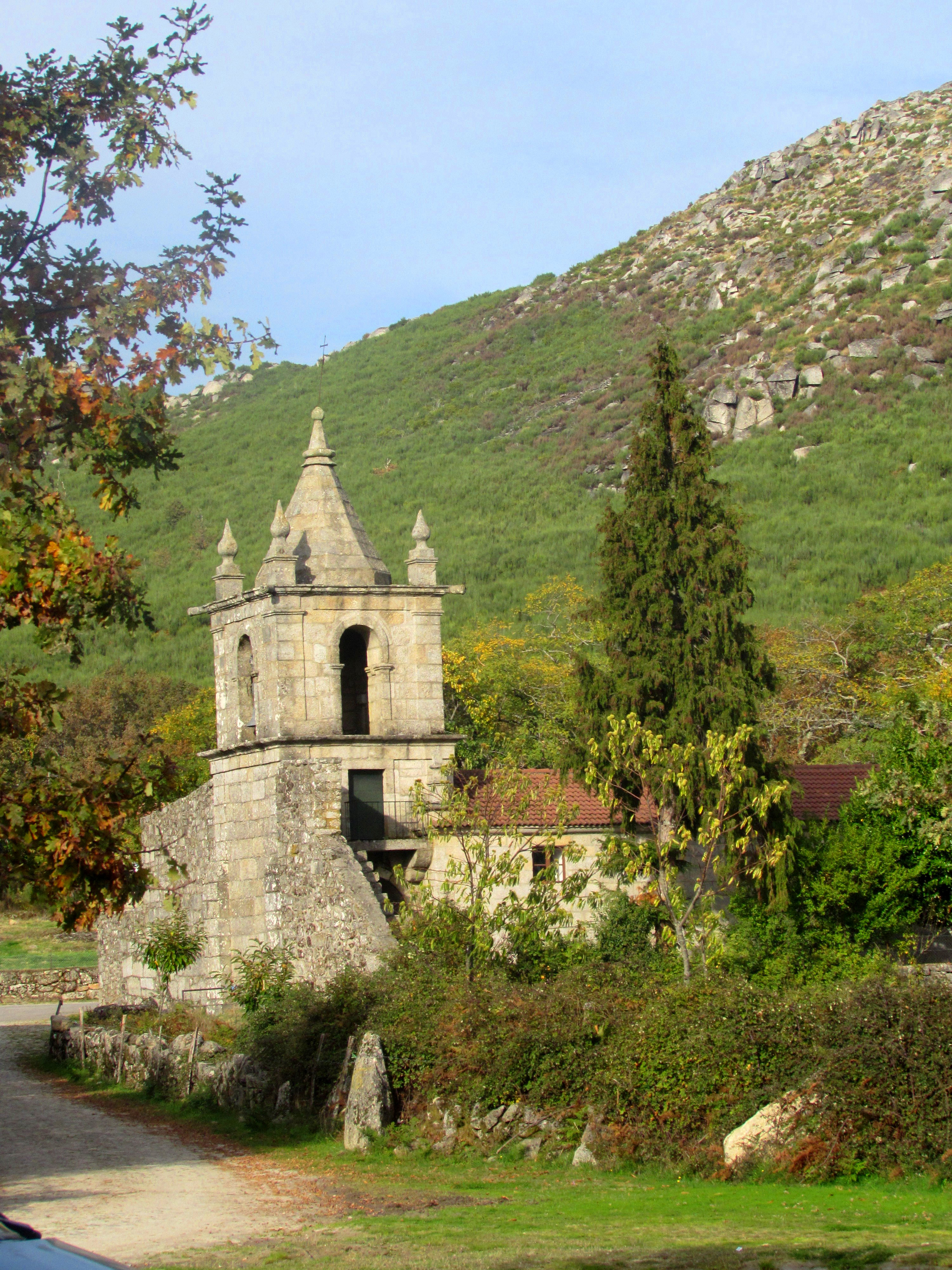
Igreja Matriz

Questa chiesa è stata spostata e ricostruita nel XVIII secolo, vista la sua localizzazione inadeguata, presumibilmente perché accumulava acqua in eccesso. La chiesa fu spostata dove si trova l’attuale cimitero, essendo stata edificata dove avvenivano le sepolture.
La prima chiesa era romanica, come si può vedere dalla facciata esterna della chiesa attuale e perché lo stile romanico emerse in Europa nel secolo X. Nonostante le facciate esterne in stile romanico, al suo interno si trova lo stile architettonico chão, ovvero la versione "povera" del barocco. Comunque, si possono ritrovare anche alcune caratteristiche dello stile gotico.
Nel sagrato ci sono 10 croci, oltre al bellissimo crocifisso, e si trovano perfino due sepolcri medioevali, ai quali se ne aggiunge un terzo nella parte dietro della chiesa. Ancora, all'interno della chiesa ci sono due sepolcri e diversi ossari.

### Capella di Santa Sofia

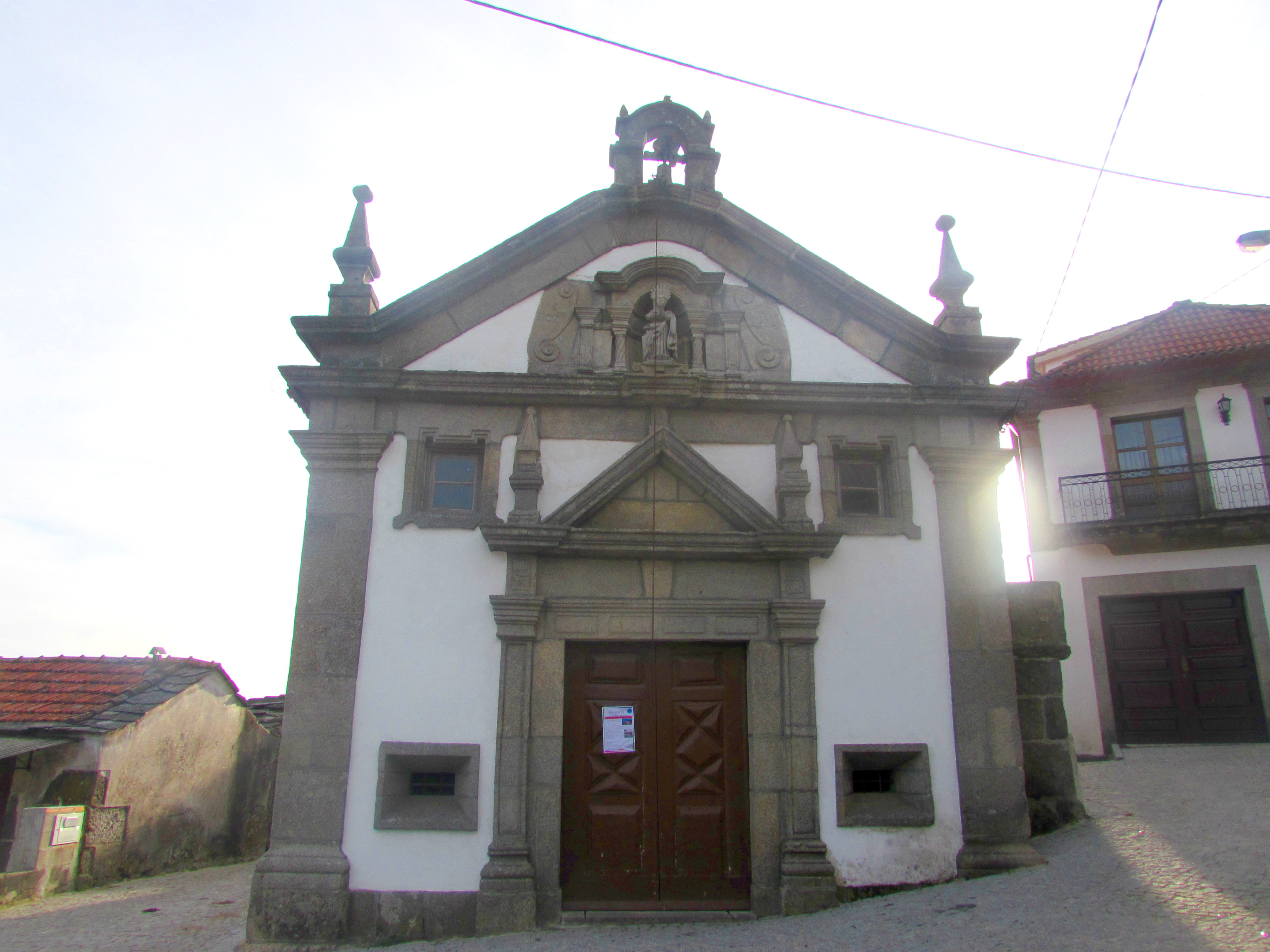
Capela de Santa Sofia

Questa cappella risale al XVIII secolo, essendo stata aggiunta formalmente al registro della diocesi di Braga il 12 settembre 1733. Il suo costruttore fu Manoel Gonçalves (1703-1767).
La cappella è in stile chão. La sua facciata è semplice e contiene al suo interno un’immagine di Santa Sofia. Le persone del luogo narrano che la cappella funse da chiesa temporanea durante la ricostruzione della chiesa matrice, tra il 1733 e il 1758.

### Capela de Nossa Senhora dos Outeiros -Capella di Nostra Signora dei Colli
Situata in cima ad un monte, questa cappella fu costruita tra la fine del XVIII secolo e gli inizi del XIX. La cappella è in stile chão, in granito. La facciata esterna è estremamente semplice, infatti appaiono solo pochi dettagli nella facciata frontale tra cui una finestra rotonda.

### Figurette
Si trovano agli incroci tra due strade o nelle strade di accesso ai villaggi di campagna, l'intento di tali figurette è di ricordare le anime dei morti, così come il fatto di dover pregare per loro. Alcune di loro sono costruite nei luoghi dove è morto qualcuno, anche se rare e sono segnalate di solito solo con una croce in granito.
Esistono due tipi di figurette; quelle povere – costituite da dei pannelli affissi o dipinti direttamente sulla pietra, o situate in nicchie con una croce; e quelle ricche, fatte in nicchie aperte in minuscole cappelline di pietra con un tetto e sbarre di ferro di fronte. A Gontães, tutte le figurette fanno parte del gruppo di quelle povere, per cui scolpite nella pietra.

### Crocefissi
La croce indica e marca i luoghi sacri: chiese, chiostri, cimiteri, piazze, stradine e incroci, sotto i quali si trova spesso l'immagine venerata di un altare. Esiste un crocefisso nel sagrato della chiesa matrice di São Miguel da Pena. Quest’ultimo è di granito e misura 3,42 m di altezza, datato XVIII secolo.

### Apiloadores

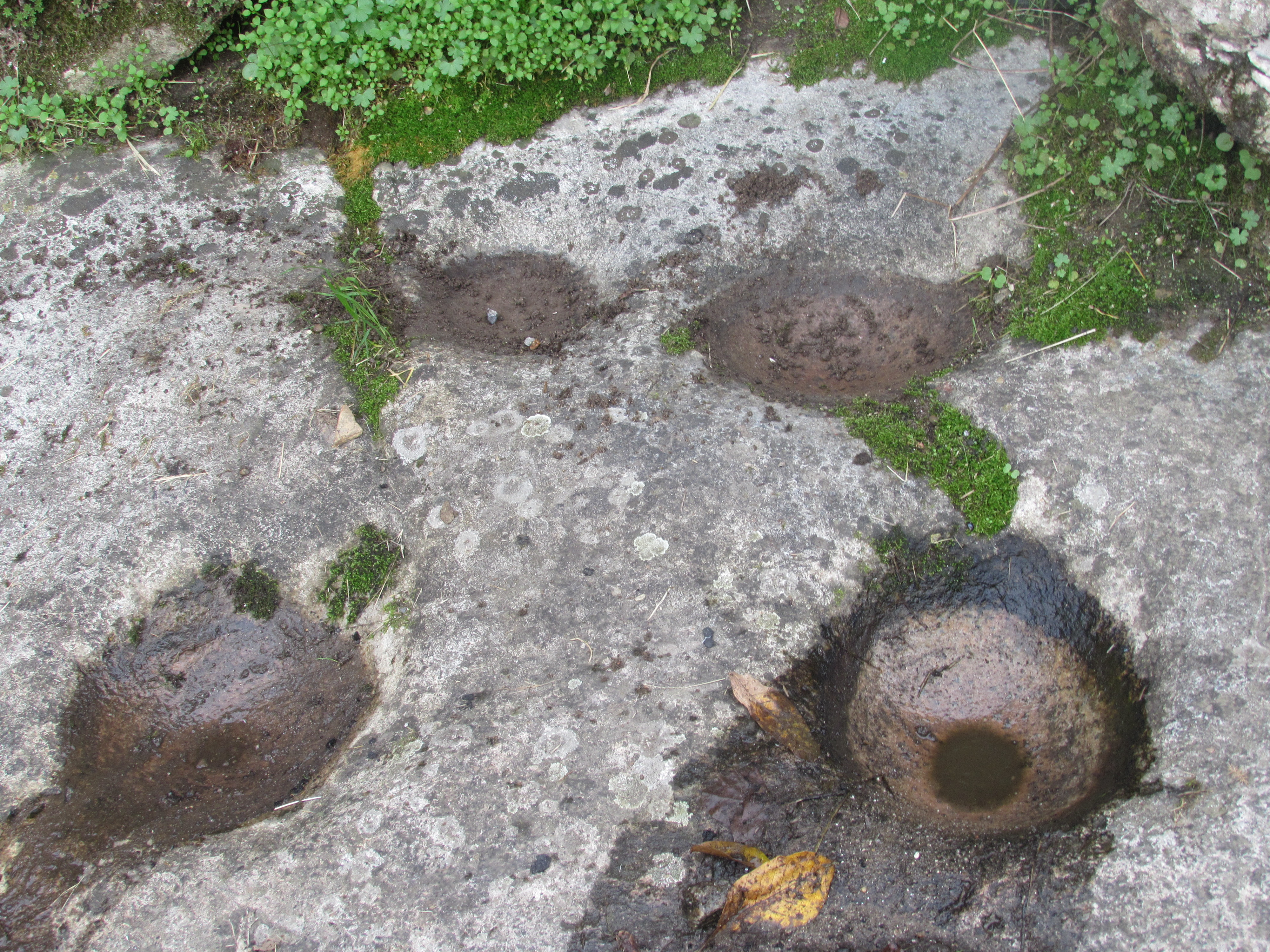
Apiloadores

Gli apiloadores, conosciuti in loco come scodelle dei mori sono una sorta di abbeveratoio, scavati nella parte liscia della pietra, con un diametro di circa un palmo e con mezzo palmo di profondità. Potrebbero essere relazionate all'estrazione del ferro.
La sua origine è associata ai romani, essendo stata incontrata una moneta dell’imperatore Costantino I, negli anni settanta, risalente agli inizi del IV secolo. La moneta è stata trovata in una discarica e venne donata dal sacerdote João Parente al museo di archeologia e numismatica di Villa Real. Attualmente la moneta però, o si trova tra le mille monete che restano ancora da catalogare o tra le tremila e cinquecento che sono state rubate. Si sa ancora dell’esistenza di un apiloador che era utilizzato per ridurre il mais in farina.

### Cruz do Cremadoiro
Sulla collina, dietro al cimitero, c’è un crocefisso conosciuto come cruz do cremadoiro, risalente al XVI secolo. Considerando che all'epoca, la cremazione veniva considerata peccato, si pensa che il crocefisso sia in relazione con l'inquisizione, instaurata in Portogallo nel XVI secolo. Così se ne spiegherebbe sia il nome sia l'origine.

### Picarreira
Si pensa che, nella Picarreira, ci sia una sorta di dipinto, su di un masso di granito, che sembra rappresentare un cavaliere con lancia e scudo e il suo cavallo.
A metà cammino circa, in direzione della cima della Picarreira, si trovano anche due pezzi di granito a forma di serpente. La leggenda narra che le vipere erano dee della vita e della morte e le popolazioni locali le scolpivano in bassorilievo, sia per venerarle che per avvisare i passanti che c'era pericolo di incontrarle sul loro cammino.

### Mulini

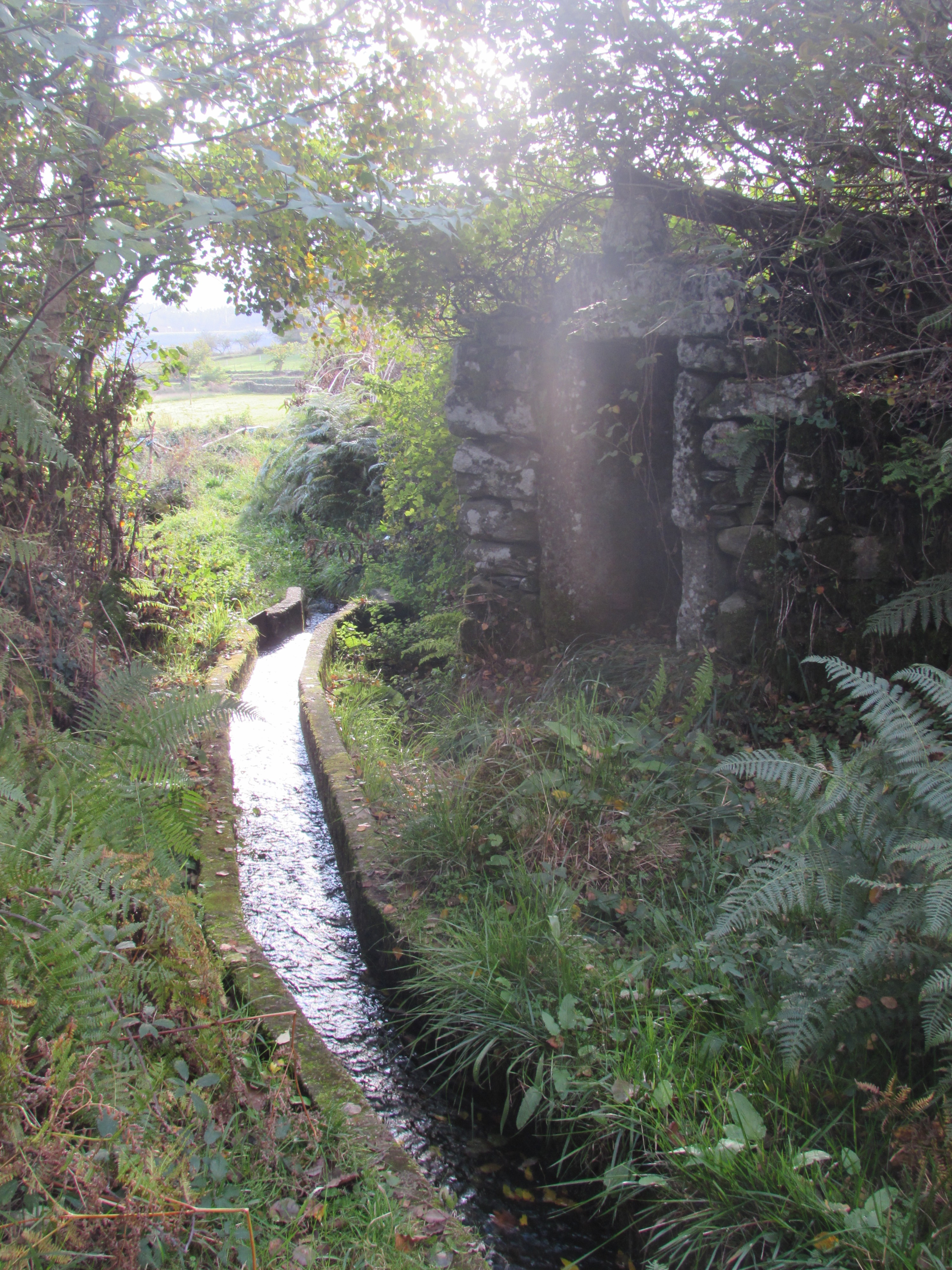
Moinho

In questo luogo ci sono in tutto quattro mulini ad acqua. Funzionavano tutti con un meccanismo che utilizzava l’energia cinetica proveniente dallo scorrere dell’acqua. Il moto macinava i cereali che si coltivavano in quella zona (mais e segale).
I mulini erano utilizzati da tutti gli abitanti e si ebbe la necessità di regolamentarne l’uso chiamato "retadas". L'ora ed il giorno della settimana erano decisi non appena si faceva parte di una famiglia a sé ed era permesso macinare solo i cereali consumati subito. L'orario era deciso attraverso di un sorteggio ed era permanente. Ogni abitante poteva usare il mulino solo una volta a settimana.
Dei quattro che ancora sono in piedi, due hanno perlomeno cento anni. Tre di essi si trovano nella zona di Castanheiro da Vaca e l'ultimo ai confini del villaggio nella zona di Lapa.

### Miniere
Le miniere di Cando si trovano ai confini del villaggio, vicino al paese di Vila Cova. Nel 1880, le mine erano in piena attività e ne era proprietaria la compagnia tedesca Maximiliano Scherek. Lo sfruttamento della miniera cessò per motivi sconosciuti verso gli inizi degli anni 40, quando la compagnia iniziò a sfruttare le miniere di Vila Cova.
Si suppone che lo sfruttamento delle miniere avvenga sin dai tempi dei romani, anche se dal 1200 in avanti le miniere erano certamente attive. Infatti, nel 1292, Gontães pagava una tassa annuale di "10 pezzi di ferro ben fatti".
Nelle miniere di Cando si poteva estrarre tungsteno, antimonio, stagno, piombo e ferro. Si trova ancora oggi anche del marmo, vista la presenza di alcuni pezzi all'entrata della miniera. Le miniere erano particolarmente attraenti per essere scistose, cosa che facilitava estrazione dei minerali.
Attualmente, l'unica strada di accesso alle miniere è chiusa da un muro che copre più di un terzo dell’entrata originale. Secondi gli abitanti, il muro fu costruito per evitare che le mucche, al pascolo in quelle zone, entrassero dentro le miniere.

### Lavadouros- Luoghi per lavare i panni
I lavadouros di Gontães sono di granito, che localmente chiamano "gran". Non si trovarono sempre dove si trovano oggi. Prima, gli abitanti lavavano i panni in un ruscelletto che si trovava in un luogo poco lontano da dove si trovano tuttora.
I lavadouros furono costruiti circa 60 anni fa, ovvero in un periodo tra la fine degli anni 40 e gli inizi degli anni 50.L’acqua utilizzata nei lavadouros proviene dalla sorgente conosciuta con il nome di Largo da Fonte. Oggi, vicino ai lavadouros più antichi, ce n’è uno di cemento, al coperto, per far sì che le persone possano lavare i panni anche quando fa freddo o piove. Quest'ultimo fu costruito negli anni 80.
Nonostante tutte le case abbiano la lavatrice, è uso ancora oggi, delle donne locali, lavare alcuni pezzi nei lavadouros. Si tratta di solito di panni che "stingono" o che sono considerati delicati per essere lavati in lavatrice. I lavadouros sono comunitari e frequentati solo dalle donne, visto che la mentalità comune nel luogo è che si tratti di una faccenda tipicamente femminile e non adatta agli uomini. Di solito, le donne approfittano di questi luoghi per chiacchierare e condividere le notizie del villaggio.

## Cultura

### Lavoro a telaio

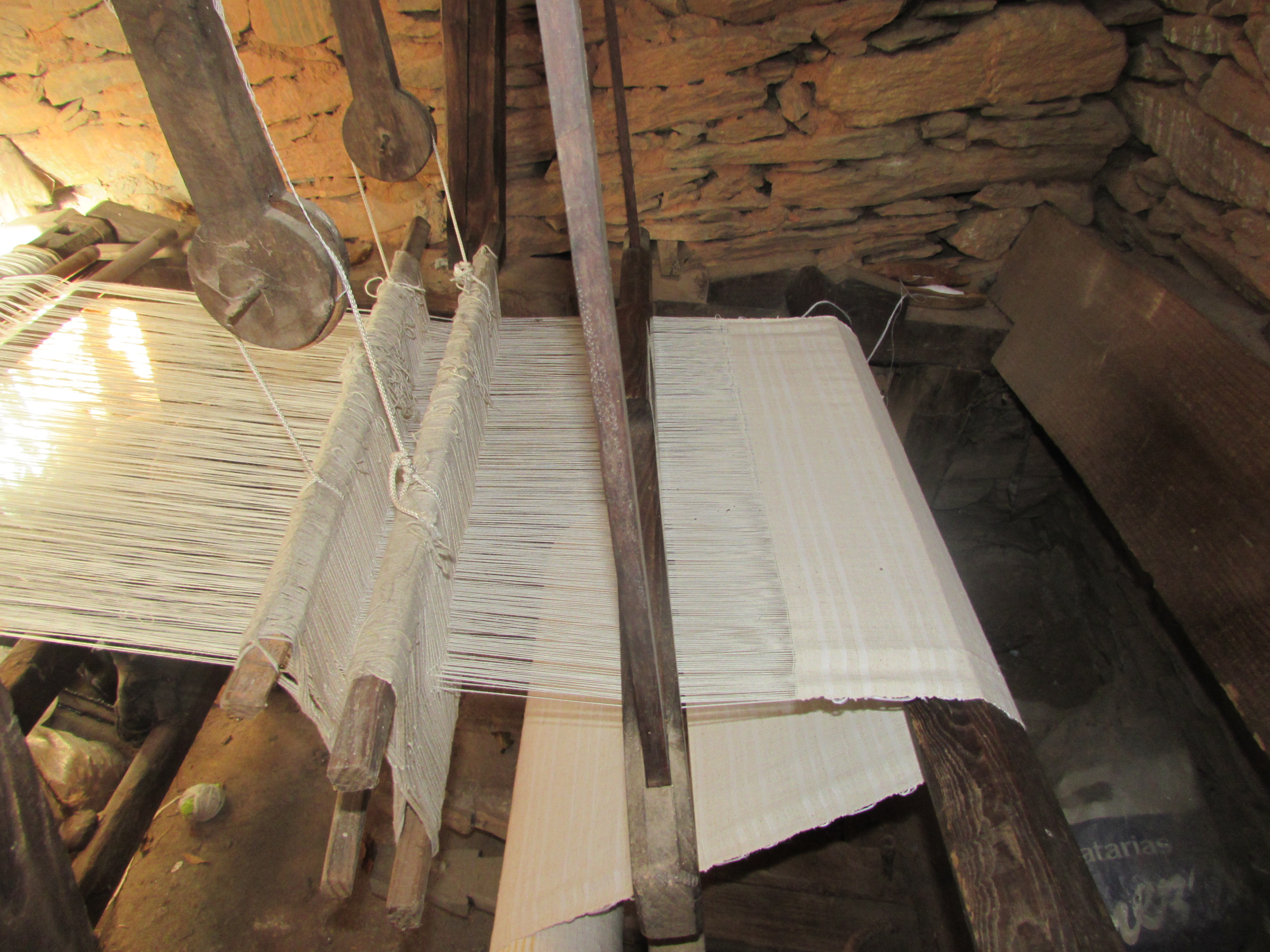
Tecelagem

Il lavoro a telaio era usuale e praticato e consisteva in tessere i fili, tramite l’orditura (fili in senso verticale nel telaio) e della trama (fili in orizzontale), per produrre un tessuto. Si tessevano tovaglie, lenzuola, tende ed altri tipi di tessuti decorati all'uncinetto e ricamati. Purtroppo questa attività non è più in uso a causa della facilità di accesso ai beni di consumo di questo tipo.
Ad oggi, esiste a Gontães un solo telaio. Per ottenere i fili di lino, la tessitrice lasciava il lino (la pianta) a mollo in un pozzo vicino al "Lameiro do Luís", La principale fonte di lino della zona. Con questo metodo si aspettava che il lino si "gonfiasse" per poter poi essere steso al sole a seccare, facendo attenzione a non farlo seccare troppo. In seguito si impastava il lino secco per poter estrarre i fili usati nel telaio.

### Opas
Il termine opas, oltre ad essere usato nei villaggi per far riferimento a quelle persone che accompagnano un funerale, si riferisce in verità, ai mantelli usati da quest’ultimi. In genere, chi partecipa alle opas possono essere sia adulti che bambini, ma a Gontães, solo i bambini possono partecipare. Secondo la gente del luogo, far accompagnare il funerale dai bambini ricoperti da questi mantelli (opas) simbolizzava il fatto che il defunto sarebbe andato in Paradiso, essendo i bambini dei rappresentanti degli angeli, che guidavano l'anima alla pace eterna.
La confraternita della parrocchia è consacrata al Sacro Cuore di Gesù. Le opas variano secondo la confraternita e a Gontães, si usano i mantelli rossi. Nonostante questi siano quelli originali, potevano essere usati mantelli bianchi o celesti. Le opas ricoprono il corpo fino alle anche, però, la differenza principale sta nel modello. Quelli rossi erano fatti da un unico mantello di un solo colore, invece quelli bianchi e celesti erano composti da due strati di mantelli. La sezione bianca copriva il corpo fino alle anche, mentre quella azzurra ricopriva solo le spalle.

### Famiglia Minhava
La famiglia Minhava era la famiglia più influente di Gontães, avendo contribuito per lo sviluppo del villaggio. Furono loro che introdussero l’educazione nella maggior parte delle zone del villaggio ed insegnò a molti abitanti a suonare strumenti musicali, oltre ad essere molto influenti a livello religioso.
La famiglia iniziò a Vilarinho e il nome "Minhava" fu aggiunto dopo a causa del matrimonio di un elemento della famiglia con una signora di Minhava, Adoufe: Joaquim Gonçalves Grilo (Vilarinho, S.Miguel da Pena) si sposò con Roza Alves Pires (Minhava, Adoufe). Comunque, il cognome "Minhava" inizia ad essere usato durante la generazione di Maria Emília Minhava (pronipote di Joaquim Gonçalves Grilo, dalla parte della famiglia paterna).
Francisco Pereira Cabral (1779-1845), bisnonno materno di Maria Emília Minhava, fu responsabile della costruzione della cappella di Nossa Senhora dos Outeiros (o Capelinha), la quale venne costruita a Vilarinho e trasferita poi a Gontães dalla sua pronipote, nel 1948. Manoel Gonçalves (1703-1767), nonno di Joaquim Gonçalves Grilo, è stato responsabile della costruzione della cappella di Santa Sofia, cappella principale di Gontães.
L’attuale junta (junta de freguesia, corrispondente alla parrocchia in termini territoriali e sede dell'amministrazione locale) si trovava nella sede della scuola elementare fin dagli anni 30 anche se non se ne conosce per certo l'inizio di attività. La famiglia Minhava era responsabile della scuola, in particolare di Lídia Minhava, che fu professoressa, dopo aver donato l'edificio per poterlo utilizzare come locale scolastico.
La famiglia ebbe influenza anche nella marca inno di Gontães, che fu scritto da Monsignor Minhava.

### Tuna Banda musicale
António Augusto Minhava, nato nel 1907, dalla famiglia Minhava e Manuel dos Anjos Pires, nato nel 1910, furono i fondatori della tuna (banda musicale) di Gontães. L'attività bandistica cesso nel 1960 e riprese l'attività nel 1977. La banda ordinava le partiture alle casas de música di Braga, Porto e Lisbona, visto che il repertorio includeva prevalentemente marce, valzer e rapsodie, valsas rapsódias. Ai suoi inizi, alcuni elementi cantavano anche.
Nel dicembre del 1990, la tuna era formata da 11 elementi appena, membri più giovani che si unirono ad António Minhava, ma la nuova tuna, del 1977, non sopravvisse alla morte dei suoi principali membri: Manuel Pires (1910-1995) e António Minhava (1907-1999).
I membri restanti della tuna negli anni 70 erano: José Maio (viola), Ângelo Pires Clemente (violino), Manuel Augusto Ribeiro (violino), Luciano Artur Clemente, Joaquim da Eira (violoncello), José Gonçalves Mota (violino), Manuel Augusto Clemente (viola), Toneco Silva, José Manuel Gramado (viola) e Manuel Aires Clemente.

### Teatro
A Gontães, così come nei luoghi circostanti, c'era un teatro e gli attori erano gli abitanti del villaggio. Le opere erano rappresentate nel salone parrocchiale di Gontães costruito da Monsignor Minhava. Gli scenari erano preparati da Gabriel Clemente Pires e la banda di Gontães era l’orchestra che accompagnava musicalmente le opere.

### Altri luoghi di interesse
A Gontães vi è la casa della Guardia Forestale, che non è più in uso, ma fungeva da alloggio alla guardia forestale responsabile per quella zona.
Anticamente, c'era una fonte che era l'unica potabile del villaggio. Fu però distrutta per permettere la costruzione di una strada. In sostituzione a questa ne vennero costruite altre in vari punti della zona: nel luogo conosciuto come Largo da Fonte; nel mezzo del centro abitato e sulla strada che va verso la cappella e a fianco della cappella de Santa Sofia.

## Gastronomia
Tutte le ricette sono preparate con prodotti locali e molto economici, viste le condizioni di estrema povertà che si vivevano nella zona.
Alcune ricette tipiche di Gontães sono:
- Caldo de Farinha (brodo di Farina)
- Caldo de Cebola (brodo di Cipolla)
- Bolos de Calondro (dolcetti di zucca da vino)
- Pataniscas de Broa de Milho (frittelle di pane di granturco)
- Broa de Milho (pane di granturco)
- Broa de Carne (pane di carne)

La ricetta della broa de carne era essenzialmente la stessa utilizzata per preparare la broa de milho, ma vi si aggiungevano dei pezzetti di pancetta e grasso di maiale. Ciò era dovuto alla povertà estrema e alle ben poche opzioni innovative in cucina. Oggi si incontra questa ricetta ben più golosa presso i panifici Fernandes & Fernandes.

### Abitudini alimentari e agricole
Nell'area circostante al villaggio predominano orti e coltivazioni. Tra i prodotti si trovano il granturco, la patata, la segale, i fagioli, la fava, i piselli, il cavolo, la cipolla, la carota il prezzemolo e il pomodoro. Si produceva anche il fieno, la paglia e il granturco per l'alimentazione animale. Si possono trovare ancora alberi da frutto come ciliegi, peri, meli, peschi, noci, il fico, il castagno e oggi anche kiwi. I malápios sono una varietà di mele tipiche della zona e che si trovano anche nella regione della Beira.
Nel periodo dell'uccisione del maiale si ricavano dalla sua macellazione prodotti come l'alheira, la moura e il salpicão (insaccati tipici fatti di carne di porco e spezie e poi affumicati). Quello che non era categorizzato come insaccato veniva salato in una cassa di legno piena di sale. Le restante parti dell’animale, come le zampe, la testa e la coda erano cucinate e mangiate con la broa o sfilettate per essere aggiunte agli insaccati. Il pingo (lo strutto) era usato per condire e friggere. A Gontães si mangiava prevalentemente carne di maiale; in rare occasioni si mangiava carne vaccina. Alla domenica si mangiava pollo o coniglio. Le uova erano conservate per preparare il pão-de-ló della Pasqua (pan di Spagna), da questa usanza proviene la tradizione di mangiar un uovo sodo solo il giorno del proprio compleanno.
Era tradizione mangiare pancetta e pane, cipolla salata, brodo di cipolla e molliche di pane con il latte caldo. Alcuni di questi piatti sono ancora apprezzati, soprattutto dagli abitanti anziani del villaggio. Attualmente, i piatti comuni sono fagioli e cavolo, patate lesse e carne di maiale. Il prosciutto è cucinato a parte, perché gli insaccati cotti (salpicão, linguiça, chouriça e orelheira) sono il tipico accompagnamento delle patate. La notte della vigilia di Natale, si preparano le patate lesse con baccalà e cavolo, polipo lesso, riso e i dolcetti di zucca da vino.

## Feste Popolari

### Festa di Nostra Signora di Fátima

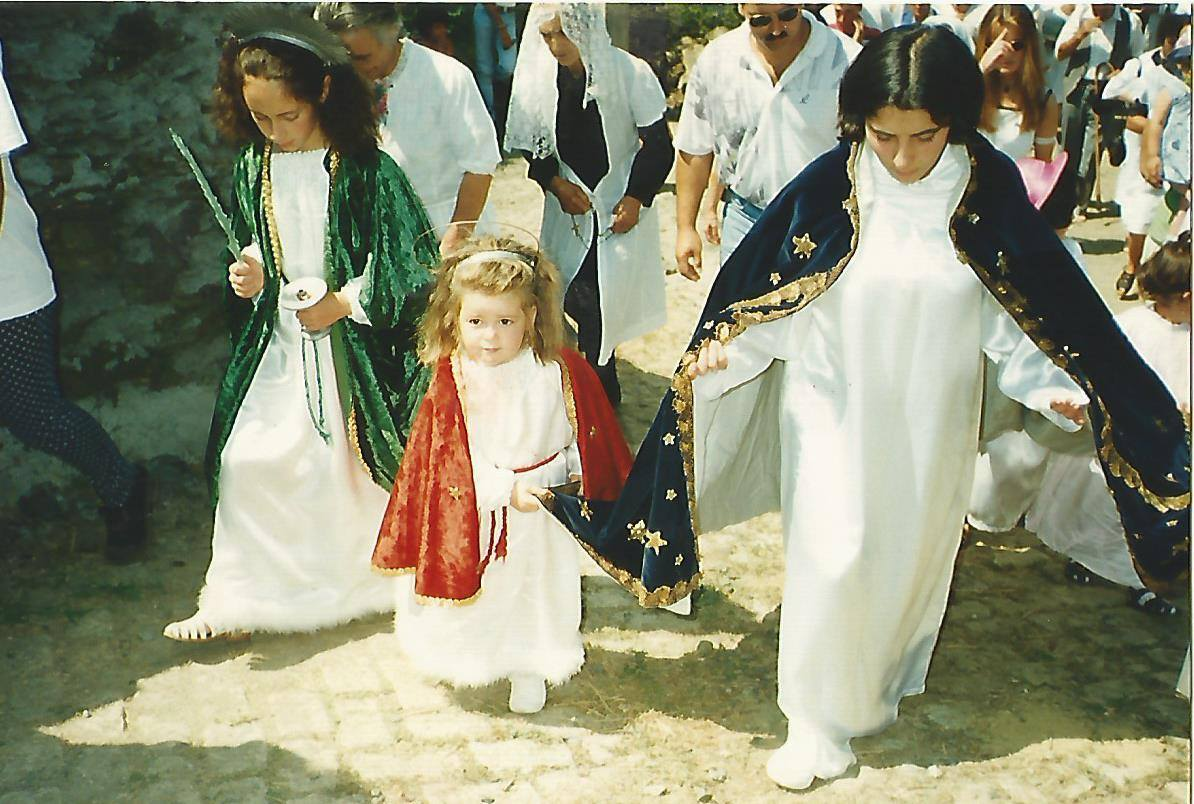
Procissão da Nossa Senhora de Fátima

Si celebra la seconda domenica di agosto. Oggigiorno la processione delle candele si realizza nel venerdì precedente la seconda domenica di agosto. Gli abitanti percorrono il villaggio a piedi con le candele in mano mentre recitano il rosario, con a capo fila il sacerdote. In questo giorno si celebra una messa nella Cappellina.
Si svolgono marce, marchas, vendite e altre attività che coinvolgono la comunità durante 3 o 4 giorni.

### Carnaval
In passato era usuale che i ricchi condividessero con i poveri, quei cibi che erano considerati una ghiottoneria. Le persone camminavano per le strade con delle pietre per far rumore e le donne si mascheravano, usando dei pantaloni e andavano a far visita ai familiari. Era tradizione che i ragazzi scrivessero delle poesie sulle ragazze del villaggio, ed esse retribuivano il gesto. Le poesie erano lette poi pubblicamente.
Un'altra tradizione, tuttora diffusa, è quella dell'"Entruido" e della "Quaresma" (Quaresima). Erano dei pupazzi fatti di paglia, vestiti di stracci con il nome di Entruido, il pupazzo maschile e Quaresma, il pupazzo femminile. Venivano poi appesi in giro, nel villaggio. Negli ultimi anni vennero appesi ai pali della luce del Largo da Fonte.
Durante l’ultima notte di carnevale questi pupazzi erano bruciati, segnalando la fine del Carnevale e l'inizio della Quaresima. Più tardi si iniziarono a bruciare gli pneumatici, usanza ormai scomparsa.

#### Tradizione dei bombos
Il bombo è un tamburo cilindrico, di grandi dimensioni, che veniva usato durante le sfilate e dalle orchestre, per questa ragione è dotato di una fascia che permette ai musicisti di portarlo a tracolla. Nel villaggio è consuetudine suonarlo per ore, durante la notte, tre settimane prima del Carnevale.

#### Caparrões
I caparrões erano persone mascherate che percorrevano il villaggio in silenzio. Era d'obbligo coprirsi il viso e qualsiasi altro dettaglio che avrebbe permesso che si venisse riconosciuti dagli altri abitanti del villaggio; facendo in modo che essi potessero indovinare chi fosse la persona mascherata. A sua volta, le persone potevano fare tutto quello che credevano potesse aiutarli a decodificare chi si nascondeva dietro la maschera del caparrão.

### São Miguel- San Michele – 29 settembre
In passato veniva realizzata una processione in onore di San Michele, simile a quella organizzata per Nostra Signora do Fatima, che culminava in una attuazione musicale, la sera. Si facevano correre gli asini e si scommetteva su chi di loro avrebbe vinto la corsa. Oggi, questa usanza è andata perduta, ma viene celebrata una messa.